# Dora Maar au Chat
Dora Maar con gato (en el original en francés, Dora Maar au Chat) es una pintura al óleo sobre lienzo de Pablo Picasso. Fue pintado en 1941 y representa a Dora Maar (de nacimiento, Henriette Theodora Markovitch), la amante del artista, sentada en una silla con un pequeño gato posado sobre sus hombros. La pintura figura como una de las pinturas más caras, después de alcanzar un precio de 95 millones de dólares en Sotheby's el 3 de mayo de 2006. Actualmente es la sexta pintura más vendida de Picasso.
El lienzo es uno de los muchos retratos de Dora Maar pintados por Pablo Picasso durante su relación de casi una década. Su relación comenzó cuando Picasso conoció a Maar en el set de la película Le Crime de Monsieur Lange de Jean Renoir, donde ella trabajaba como fotógrafa de cine. Fueron presentados formalmente por el poeta surrealista francés Paul Éluard. Picasso se enamoró de Maar, de 29 años, cuando tenía 55 años y la pareja empezó a vivir junta. Picasso se sintió atraído por Maar no sólo por su belleza, sino también por su intelecto y naturaleza artística. Al igual que Picasso, Maar fue artista, fotógrafa y poeta. Compartía las opiniones políticas de Picasso y también hablaba español. Su relación fue intensamente apasionada y tempestuosa y desafió a Picasso tanto intelectual como artísticamente. Maar ayudó a Picasso con su obra de arte, particularmente durante la creación del Guernica, que documentó con fotografías.